# Hans Henrik Andreasen
Hans Henrik Andreasen (Ringkøbing, 10 januari 1979) is een Deens voetballer (middenvelder) die sinds 2013 voor de Deense eersteklasser Esbjerg fB uitkomt.

## Clubcarrière
Andreasen begon zijn professionele carrière in 1998 bij Esbjerg fB. Daar speelde hij zeven seizoenen. In 2005 trok hij naar het Duitse SpVgg Greuther Fürth, waar hij twee seizoenen zou spelen. In de zomer van 2007 keerde hij terug naar Denemarken om er voor Odense BK te spelen. Na zes seizoenen keerde hij terug naar de club waar het allemaal begon voor hem, Esbjerg fB.

## Internationale carrière
Andreasen speelde meerdere wedstrijden voor de Deense nationale jeugdteams. Op 17 oktober 2010 mocht hij debuteren voor de Deense nationale ploeg in een oefenwedstrijd tegen Tsjechië. Het was zijn enige interland voor Denemarken.
1 Jonsson  ·
2 Mortensen ·
3 Svendsen ·
4 Bjørnebye ·
5 Troelsen ·
6 Lauridsen ·
7 Bytyqi ·
8 Larsen ·
9 Sørensen ·
10 Jørgensen ·
11 Holten ·
12 Laursen ·
14 Obel-Hall ·
15 Stagaard ·
16 Gadegaard ·
17 Simpson ·
18 Hansen ·
19 Strunck Jakobsen ·
20 Bourhane ·
21 Montano ·
22 Ólafsson ·
25 Kristensen ·
30 Ouzounidis ·
34 E. Jørgensen ·
Coach: Sørensen